# Mary Annette Anderson
Mary Annette Anderson (Shoreham, 27 luglio 1874 – Shoreham, 2 maggio 1922) è stata una docente di grammatica e storia statunitense e la prima donna afroamericana eletta alla Phi Beta Kappa (ΦΒΚ), la più antica società accademica onoraria degli Stati Uniti..

## Biografia
La Anderson nacque il 27 luglio 1874 a Shoreham, Vermont, da William e Philomine (Langlois) Anderson. Suo padre, un agricoltore, era uno schiavo emancipato originario della Virginia, mentre sua madre era un'immigrata canadese di origini francesi e nativoamericane. Suo fratello minore, William John Anderson Jr., divenne il secondo afroamericano a servire nell'Assemblea generale del Vermont. La Anderson frequentò la Northfield School for Young Ladies a Northfield, Massachusetts e nel 1895 entrò al Middlebury College. Si laureò nel 1899 risultando la migliore della classe e diventando la prima donna afroamericana eletta alla Phi Beta Kappa.
Dopo la laurea insegnò per un anno alla Straight University di New Orleans, prima di essere nominata professoressa di grammatica e storia inglese alla Università Howard. Insegnò alla Howard per sette anni prima di sposare Walter Lucius Smith, preside della Paul Laurence Dunbar School di Washington, il 7 agosto 1907 e di abbandonare l'insegnamento. Lei e suo marito acquistarono una casa estiva a Shoreham nel 1919.
Morì il 2 maggio 1922, dopo una breve malattia, ed è sepolta nel Cimitero Lake View di Shoreham.